# Maurizio Bravi
Maurizio Claudio Bravi (ur. 20 lipca 1962 w Capriate San Gervasio) – włoski duchowny katolicki, arcybiskup, nuncjusz apostolski w Papui-Nowej Gwinei i na Wyspach Salomona. 

## Życiorys
21 czerwca 1986 otrzymał święcenia kapłańskie i został inkardynowany do diecezji Bergamo. W 1991 rozpoczął przygotowanie do służby dyplomatycznej na Papieskiej Akademii Kościelnej.
W 1995 rozpoczął służbę w dyplomacji watykańskiej pracując kolejno jako sekretarz nuncjatur: na Dominikanie (1995-1998), w Argentynie (1998-2000), Francji (2006-2011) i Kanadzie (2011-2016).
27 lutego 2016 został mianowany przez papieża Franciszka stałym obserwatorem Stolicy Apostolskiej przy Światowej Organizacji Turystyki w Madrycie.

### Episkopat
15 stycznia 2025 papież Franciszek mianował go nuncjuszem apostolskim w Papui-Nowej Gwinei oraz arcybiskupem tytularnym Tolentino. Sakry udzielił mu 22 lutego 2025 w Bergamo kardynał Pietro Parolin.